# Пархоменко Юрій Васильович
Юрій Васильович Пархоменко (25 жовтня 1927 — 22 листопада 1973) — радянський український редактор, сценарист.
Поет.
Белетрист.
Сатирик.
Кіномитець.
Художник.
Композитор.
Співак.
ЛЮДИНА.
Народився у селі Щаснівка Чернігівської область. Закінчив Київський державний університет (1965), факультет журналістики. Працював фейлетоністом у журналі "Перець", редактором і сценаристом на кіностудії імені Довженка. Трагічно загинув 22 листопада 1973р. Згідно з власним заповітом похований у с.Щаснівка, де і народився. На могилі Юрка Пархоменка 1975 року встановлений пам'ятник ( бюст на прохання Матвія Шестопала виготовив Іван Гончар).
Юрко Пархоменко є автором повісті " Березневі дзвони", збірки віршів " Мої настрої", збірки новел, збірки гумору. Літературні твори прижиттєво не публікувалися з міркувань радянської цензури.
Редактор фільмів:
- «На Київському напрямку» (1967)
- «Ця тверда земля» (1967)
- «Вечір на Івана Купала»
- «Розвідники» (1968)
- «Важкий колос» (1969)
- «Жодного дня без пригод» (1972)
- «Вогонь» (1974) тощо.

Автор сценаріїв кінокартин:
. "Вулиця вдовиних снів" (1966).
- «З нудьги» (1968 співавт.)
- ."Мати йшла до сина ". (1968).
- «Розвідники» (1968)
- «Дума про Британку» (1969)
- "Інга" (1972).
- "Вибір" ( посмертно).
- " Серед степу" ( посмертно).
- «Коли людина посміхнулась» (1973, у співавт.)
- «Земні та небесні пригоди» (1974)
- «Серед літа» (1975, у співавт.) та ін